# Splawnucha
Splawnucha (russisch Сплавнуха, bis 1941 Huck) ist ein Dorf im Bezirk Krasnoarmeisk (früher Balzer) und liegt 96 km südlich von Saratow.

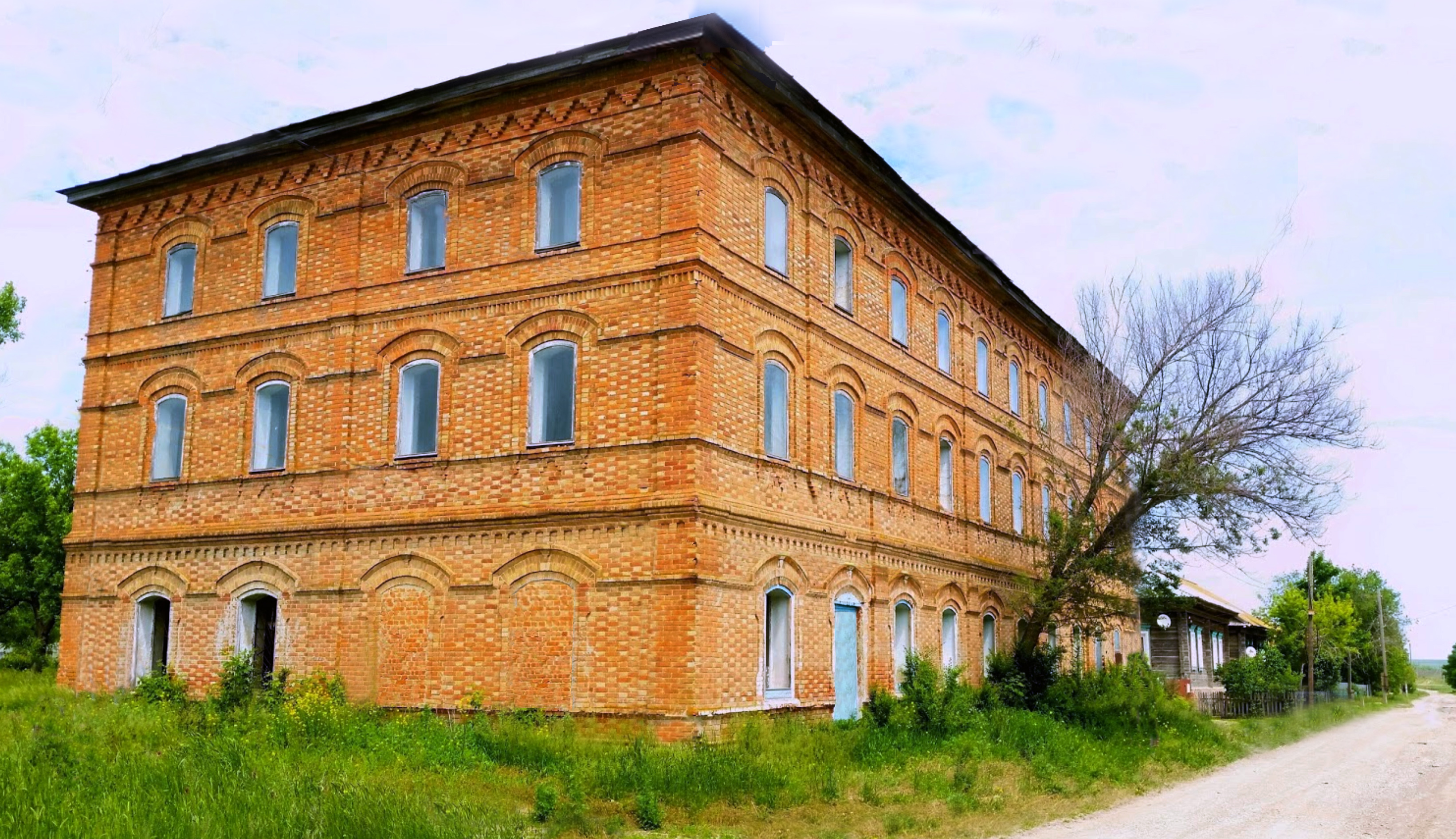
Schulgebäude in Huck an der Wolga, gebaut 1897 aus Backstein, 1897–1941 Schule, 1970–1996 Kaufhaus, 1996 verwüstet; Foto 2009

## Geografie und Klima
Das Dorf liegt in der Waldsteppe im Wolga-Hochland, das Teil der osteuropäischen Ebene ist, in einer kleinen Schlucht am rechten Ufer des Flusses Splavnucha. Die Höhe des Siedlungszentrums beträgt 200 Meter über dem Meeresspiegel. In der Nähe von Splavnucha ist die Schwarzerde weit verbreitet.
Das Klima ist gemäßigt kontinental mit warmen Sommern und kalten und langen Wintern. Die mittlere jährliche Niederschlagsmenge beträgt 429 mm. Die größte Niederschlagsmenge fällt im Juni (48 mm), die geringste im März (22 mm). Die durchschnittliche Jahrestemperatur beträgt +5,7 °C, die durchschnittliche Temperatur des kältesten Monats Januar ist −11,0 °C, der heißeste Monat Juli hat eine durchschnittliche Temperatur von +21,5 °C.

## Geschichte
1767 von deutschen Siedlern gegründet. Die ersten 79 Familien kamen aus Hessen und der Pfalz. Die lutherisch-reformierte Kirchengemeinde gehörte zur Gemeinde Norka. Die Holzkirche wurde 1795 erbaut, 1898–1900 für 1500 Sitzplätze umgebaut und am 20. August 1900 geweiht.
Im Jahr 1860 gab es 322 Höfe, eine Schule, drei Ölmühlen, 22 Windmühlen. Neben der Landwirtschaft waren die Einwohner in verschiedenen Berufen tätig. Besonders entwickelt waren das Schreinerhandwerk (119 Personen) und das Weberhandwerk (72 Personen). Außerdem gab es 55 Schuhmacher, 47 Tischler, 35 Schmiede, 31 Müller, 12 Schneider, 9 Gerber, einen Färber und einen Metzger. Es gab 2 Läden mit Industriegütern, ein Haushaltswarengeschäft, 3 Weingeschäfte.
Im September 1941 wurde die deutsche Bevölkerung nach Sibirien und Kasachstan deportiert. Bald ließen sich hier die Übersiedler aus der westlichen sowjetischen Regionen nieder.

## Bevölkerungsentwicklung
| Jahr | Einwohner |
| ---- | --------- |
| 1767 | 306       |
| 1773 | 380       |
| 1788 | 570       |
| 1798 | 643       |
| 1816 | 1209      |
| 1834 | 2120      |
| 1850 | 3491      |
| 1857 | 4241      |
| 1859 | 4328      |

| Jahr | Einwohner |
| ---- | --------- |
| 1886 | 5191      |
| 1897 | 5134      |
| 1905 | 7200      |
| 1911 | 9866      |
| 1920 | 6348      |
| 1926 | 5031      |
| 1931 | 5200      |
| 2002 | 850       |
| 2012 | 797       |